# Polygénération
La polygénération est l'extension des principes de cogénération et de trigénération, étant respectivement la production simultanée de 2 et 3 types d'énergie. Ce principe consiste en la génération intégrée de 3 produits ou plus, énergétiques ou chimiques,.

## Produits
Les produits de tels procédés peuvent se classer comme suit :
- Produits énergétiques :
  - électricité
  - chaleur
  - froid
  - lumière
- Produits chimiques:
  - combustible raffiné (hydrogène, syngaz, produits pétrochimiques, etc.)
  - eau purifiée
  - matériau raffiné (métaux, gaz, etc.)

## Technologies
Le froid peut être produit à partir:
- d'électricité dans des cycles frigorifiques à gaz comprimé, ou encore par effet Peltier.
- de chaleur dans des cycles à absorption ou adsorption.

L'eau purifiée peut être produite à partir:
- d'électricité par osmose inverse
- de chaleur par distillation, ou distillation sur membrane